# Riksteatret

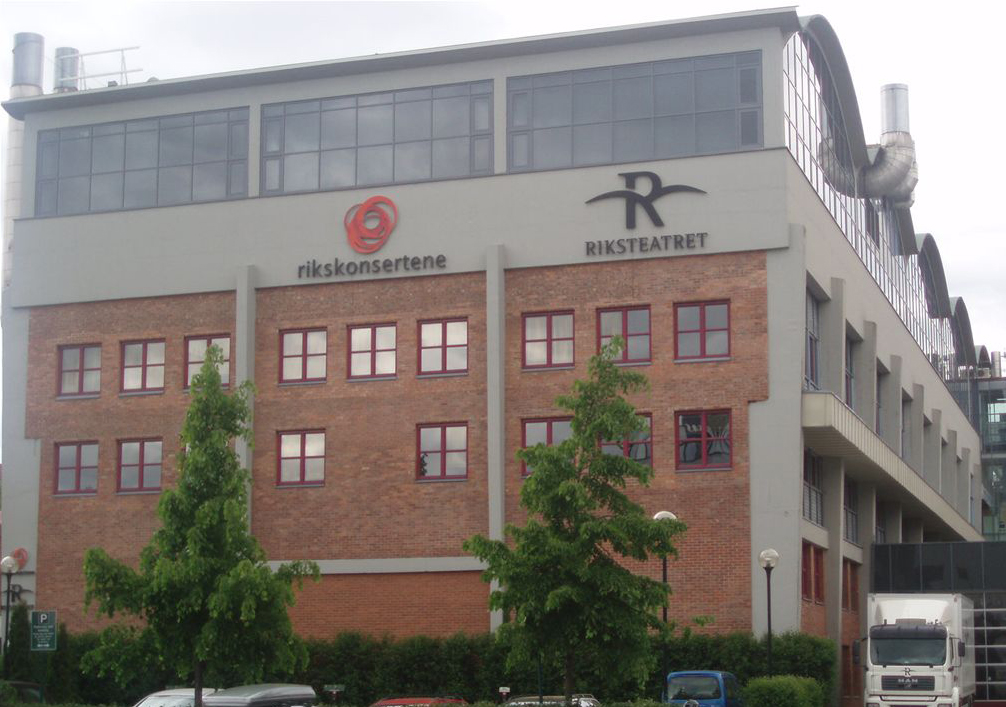
Das Hauptgebäude des Riksteatret in Oslo

Riksteatret (deutsch: das Reichstheater) ist ein staatliches norwegisches Tourneetheater, das Vorstellungen in ganz Norwegen gibt. Es unterliegt dem Kultur- und Gleichstellungsministerium. Intendant ist seit 2020 Arne Nøst.

## Geschichte
Schon 1935 entstand der Wunsch nach einem nationalen Wandertheater in Norwegen. Nachdem der Zweite Weltkrieg die Pläne unterbrochen hatte, lebte dieser Wunsch nach Kriegsende als Teil des kulturellen Wiederaufbaus in Norwegen wieder auf. Am 13. Dezember 1948 wurde schließlich das Lov om Riksteatret (Gesetz zum Reichstheater) verabschiedet. Hauptaufgabe des neugeschaffenen Theaters war:

«å fremja arbeidet med å føra dramatisk kunst ut til folket i bygd og by og på andre tenlege måtar å auka kjennskapen til god dramatisk kunst.»

„die Arbeit zu fördern, dramatische Kunst an die Bewohner von Dorf und Stadt heranzuführen und durch andere nützliche Methoden die Kenntnis über gute dramatische Kunst zu steigern.“

Am 16. Juli 1949 hatte das Riksteatret in Kirkenes seine erste Vorstellung mit Sigurd Christiansens En reise i natten.
1976 wurde eine eigene Abteilung für Puppentheater gegründet.

## Theaterbetrieb
Riksteatret hält heute jährlich etwa 400 Vorstellungen von 10 bis 12 unterschiedlichen Produktionen auf 74 verschiedenen Bühnen in ganz Norwegen und erreicht 150 000 bis 200 000 Zuschauer. Das Repertoire variiert von Klassikern bis zu modernen Stücken.
Finanziert wird das Riksteatret durch Eintrittskarten sowie kommunale und staatliche Zuschüsse. Das Theater hat seine Zentrale in Nydalen in Oslo, wo auch die Proben und Produktion der Kulissen stattfinden. Neben etwa 70 festangestellten Mitarbeitern beschäftigt es etwa 200 Schauspieler, Trainer und Techniker als freie Mitarbeiter.

### Intendanten
Der Intendant des Riksteatret wird durch den norwegischen König für jeweils fünf Jahre ernannt.
- 1949–1968: Frits von der Lippe
- 1968–1975: Eivind Hjelmtveit
- 1975–1987: Gudrun Waadeland
- 1988–1994: Anne Gullestad
- 1994–1996: Terje Hartviksen
- 1997–2005: Bente Erichsen
- 2005–2015: Ellen Horn
- 2015–2020: Tom Remlov
- Seit 1. April 2020: Arne Nøst